# Klan Leslie
Leslie (gael. Mac an Fheisdeir) - nazwisko znacznego szkockiego rodu nizinnego.